# Råhumusmask
Råhumusmask (Dendrobaena octaedra) är en ringmaskart som först beskrevs av Savigny 1826. Råhumusmask ingår i släktet Dendrobaena, och familjen daggmaskar. Arten är reproducerande i Sverige.